# Temperatura de funcionament
La temperatura de funcionament o temperatura de treball d'un dispositiu elèctric o mecànic és la temperatura a la qual pot funcionar correctament. El dispositiu funcionarà eficaçment dins un interval de temperatura específic que varia segons la funció del dispositiu i el context de l'aplicació, i varia des de la temperatura mínima de funcionament fins a la temperatura màxima de funcionament. Fora d'aquest interval de temperatures de funcionament segures, el dispositiu pot fallar.
És un component de l'enginyeria de fiabilitat.

## Intervals
La majoria dels dispositius es fabriquen a diversos graus de temperatura. Les qualificacions àmpliament acceptades són:
| Sector     | °C             |
| ---------- | -------------- |
| Comercial  | 0 fins a 70    |
| Industrial | −40 fins a 85  |
| Militar    | −55 fins a 125 |

Tot i això, cada fabricant defineix els seus propis graus de temperatura, per la qual cosa els dissenyadors han de prestar molta atenció a les especificacions reals del full de dades. Per exemple, l'empresa Maxim Integrated utilitza cinc intervals de temperatura per als seus productes:
| Sector            | °C             |
| ----------------- | -------------- |
| Militar total     | −55 fins a 125 |
| Automotriu        | −40 fins a 125 |
| AEC-Q100 Nivell 2 | −40 fins a 105 |
| Industrial estès  | −40 fins a 85  |
| Industrial        | −20 fins a 85  |

L'ús d'aquests graus assegura que un dispositiu sigui adequat per aplicar-lo i resistirà les condicions ambientals en què s'utilitza. Els intervals de temperatura de funcionament normals es veuen afectats per diversos factors, com ara la dissipació d'energia del dispositiu. Aquests factors s'utilitzen per definir una "temperatura llindar" d'un dispositiu, és a dir, la temperatura màxima de funcionament normal i una temperatura màxima de funcionament més enllà de la qual el dispositiu deixarà de funcionar. Entre aquestes dues temperatures, el dispositiu funcionarà a un nivell no pic. Per exemple, una resistència pot tenir una temperatura llindar de 70 °C i una temperatura màxima de 155 °C, entre els quals presenta un vessament tèrmic.
Per a dispositius elèctrics, la temperatura de funcionament pot ser la temperatura d'unió (T J ) del semiconductor al dispositiu. La temperatura de la unió es veu afectada per la temperatura ambient i, per als circuits integrats, ve donada per l'equació:
| Símbol                 | Nom                                         | Unitat |
| ---------------------- | ------------------------------------------- | ------ |
| {\displaystyle T_{J}}  | Temperatura de la unió (Junction)           | °C     |
| {\displaystyle T_{a}}  | Temperatura ambient                         | °C     |
| {\displaystyle P_{D}}  | Dissipació de potència del circuit integrat | W      |
| {\displaystyle R_{ja}} | Unió a la resistència tèrmica ambiental     | °C / W |

## Aeroespacial i militar
Els dispositius elèctrics i mecànics utilitzats en aplicacions militars i aeroespacials poden necessitar suportar més variabilitat ambiental, inclòs l'interval de temperatura.
Al Departament de Defensa dels Estats Units s'ha definit l'Estàndard Militar dels Estats Units per a tots els productes utilitzats per les Forces Armades dels Estats Units. El disseny ambiental d'un producte i els límits de prova a les condicions que patirà durant la seva vida útil s'especifiquen a MIL-STD-810, l'estàndard de mètodes de prova del Departament de Defensa per a consideracions d'enginyeria ambiental i proves de laboratori.

La norma MIL-STD-810G especifica que:
...l'estabilització de la temperatura de funcionament s'aconsegueix quan la temperatura de la(es) part(s) funcional(s) de l'element de prova que es considera que té el retard tèrmic més llarg està canviant a una taxa de no més de 2.0 °C (3,6 °F) per hora.
També especifica procediments per avaluar l'exercici dels materials a càrregues de temperatura extrema.
Les pales de les turbines de motors militars experimenten dues tensions de deformació significatives durant el servei normal, fluència i fatiga tèrmica. La vida útil d'un material "depèn en gran manera de la temperatura de funcionament", i l'anàlisi de la fluència és, per tant, una part important de la validació del disseny. Alguns dels efectes de la fluència i la fatiga tèrmica poden mitigar-se integrant sistemes de refredament en el disseny del dispositiu, reduint la temperatura màxima experimentada pel metall.

## Comercial pel gran públic
Els productes comercials pel gran públic es fabriquen amb requisits menys estrictes, que els d'aplicacions militars i aeroespacials. Per exemple, els microprocessadors produïts per Intel Corporation es fabriquen en tres graus: comercial, industrial i estès.
Com que alguns dispositius generen calor durant el funcionament, és possible que requereixin gestió tèrmica per garantir que es trobin dins del seu interval de temperatura de funcionament especificat; específicament, que estan funcionant a la temperatura màxima de funcionament del dispositiu o per sota d'aquesta. El refredament d'un microprocessador muntat en una configuració comercial o minorista típica requereix "un dissipador de calor correctament muntat al processador i un flux d'aire efectiu a través del xassís del sistema". Aquests sistemes estan dissenyats per protegir el processador de condicions de funcionament inusuals, com "temperatures de l'aire ambient més altes del normal o falla d'un component de gestió tèrmica del sistema (com un ventilador del sistema)", encara que en "un disseny adequat sistema, aquesta funció mai no s'ha d'activar". El refredament i altres tècniques de gestió tèrmica poden afectar el rendiment i el nivell de soroll. És possible que calguin estratègies de mitigació del soroll en aplicacions residencials per garantir que el nivell de soroll no sigui incòmode.
La vida útil i l'eficàcia de la bateria estan afectades per la temperatura de funcionament. L'eficàcia es determina comparant la vida útil aconseguida per la bateria com un percentatge de la seva vida útil aconseguida a 20 °C davant de la temperatura. La càrrega òhmica i la temperatura de funcionament sovint determinen conjuntament la velocitat de descàrrega duna bateria. A més, si la temperatura de funcionament esperada per a una bateria primària es desvia del típic en l'interval de 10 °C fins a 25 °C, la temperatura de funcionament "sovint influirà en el tipus de bateria seleccionada per a l'aplicació". S'ha demostrat que la recuperació d'energia d'una bateria de liti parcialment esgotada millora quan "augmenta adequadament la temperatura de funcionament de la bateria".